# Chappal Waddi
Chappal Waddi és la muntanya més alta de Nigèria amb 2.419 msnm. Es troba a la frontera de l'estat nigerià de Taraba amb la província camerunesa d'Adamaua, a la Frontera entre el Camerun i Nigèria. Es troba dins el Parc Nacional Gashaka-Gumti, a l'altiplà de Mambilla.